# Boxe aux Jeux du Commonwealth britannique de 1970
Navigation
Édition précédente Édition suivante
Les compétitions de boxe anglaise des Jeux du Commonwealth britannique de 1970 se sont déroulées du 17 au 24 juillet à Édimbourg, Écosse.

## Résultats

### Podiums
| Catégories                    | Or              | Argent            | Bronze                           |
| Poids mi-mouches (-48 kg)     | James Odwori    | Anthony Davies    | Michael Abrams Peter Butterfield |
| Poids mouches (-51 kg)        | Dave Needham    | Leo Rwabwogo      | Alex McHugh Davy Larmour         |
| Poids coqs (-54 kg)           | Sulley Shittu   | Samuel Mbugua     | Stewart Ogilvie Courtney Atherly |
| Poids plumes (-57 kg)         | Philip Waruinge | Deogratias Musoke | Mir Samar Alan Richardson        |
| Poids légers (-60 kg)         | Abayomi Adeyemi | John Gillan       | Tatu Ghionga Moses Mbugua        |
| Poids super-légers (-63,5 kg) | Mohamed Muruli  | Dai Davies        | Odartey Lawson Paul Kayula       |
| Poids welters (-67 kg)        | Emma Ankudey    | John Olulu        | Tommy Joyce Shivaji Bhonsle      |
| Poids super-welters (-71 kg)  | Tom Imrie       | Julius Luipa      | Patrick Doherty David Attan      |
| Poids moyens (-75 kg)         | John Conteh     | Titus Simba       | Robert Murphy Samuel Kasongo     |
| Poids mi-lourds (-81 kg)      | Fatai Ayinla    | Oliver Wright     | Victor Attivor John Rafferty     |
| Poids lourds (+81 kg)         | Benson Masanda  | John McKinty      | Jack Meda Leslie Stevens         |

### Tableau des médailles
| Place | Pays              | Médaille d'or | Médaille d'argent | Médaille de bronze | Total |
| ----- | ----------------- | ------------- | ----------------- | ------------------ | ----- |
| 1     | Ouganda           | 3             | 2                 | 0                  | 5     |
| 2     | Angleterre        | 2             | 0                 | 3                  | 5     |
| 3     | Ghana             | 2             | 0                 | 2                  | 4     |
| 4     | Nigeria           | 2             | 0                 | 0                  | 2     |
| 5     | Kenya             | 1             | 2                 | 2                  | 5     |
| 6     | Écosse            | 1             | 1                 | 4                  | 6     |
| 7     | Pays de Galles    | 0             | 2                 | 0                  | 2     |
| 8     | Zambie            | 0             | 1                 | 2                  | 3     |
| 8     | Irlande du Nord   | 0             | 1                 | 2                  | 3     |
| 10    | Jamaïque          | 0             | 1                 | 0                  | 1     |
| 10    | Tanzanie          | 0             | 1                 | 0                  | 1     |
| 12    | Australie         | 0             | 0                 | 2                  | 2     |
| 13    | Canada            | 0             | 0                 | 1                  | 1     |
| 13    | Inde              | 0             | 0                 | 1                  | 1     |
| 13    | Guyana            | 0             | 0                 | 1                  | 1     |
| 13    | Malawi            | 0             | 0                 | 1                  | 1     |
| 13    | Pakistan          | 0             | 0                 | 1                  | 1     |
| Total | 17 pays médaillés | 11            | 11                | 22                 | 44    |